# Масонство в Україні

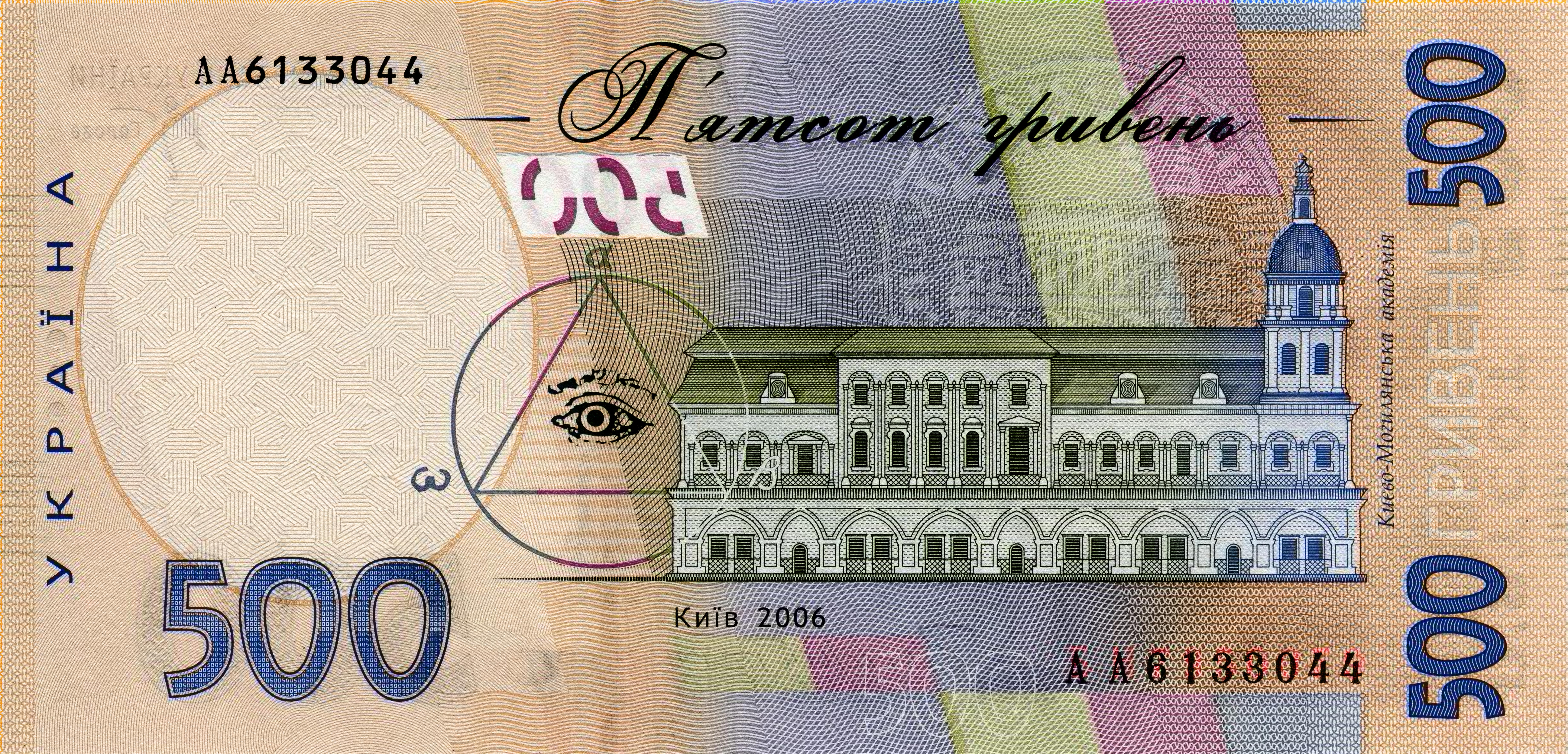
Око Провидіння на українській гривні

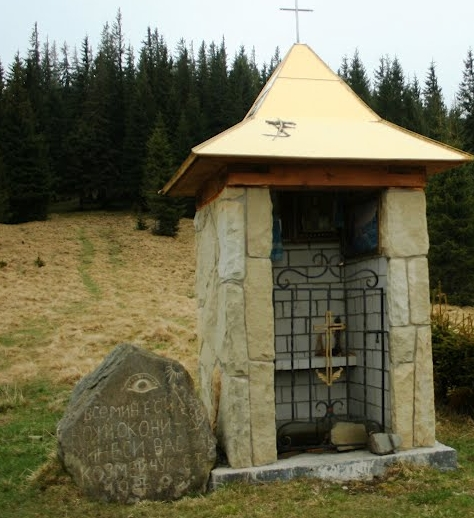
Біля села Микуличин наскельний напис: «Все мине, але вас Боже око не мине».

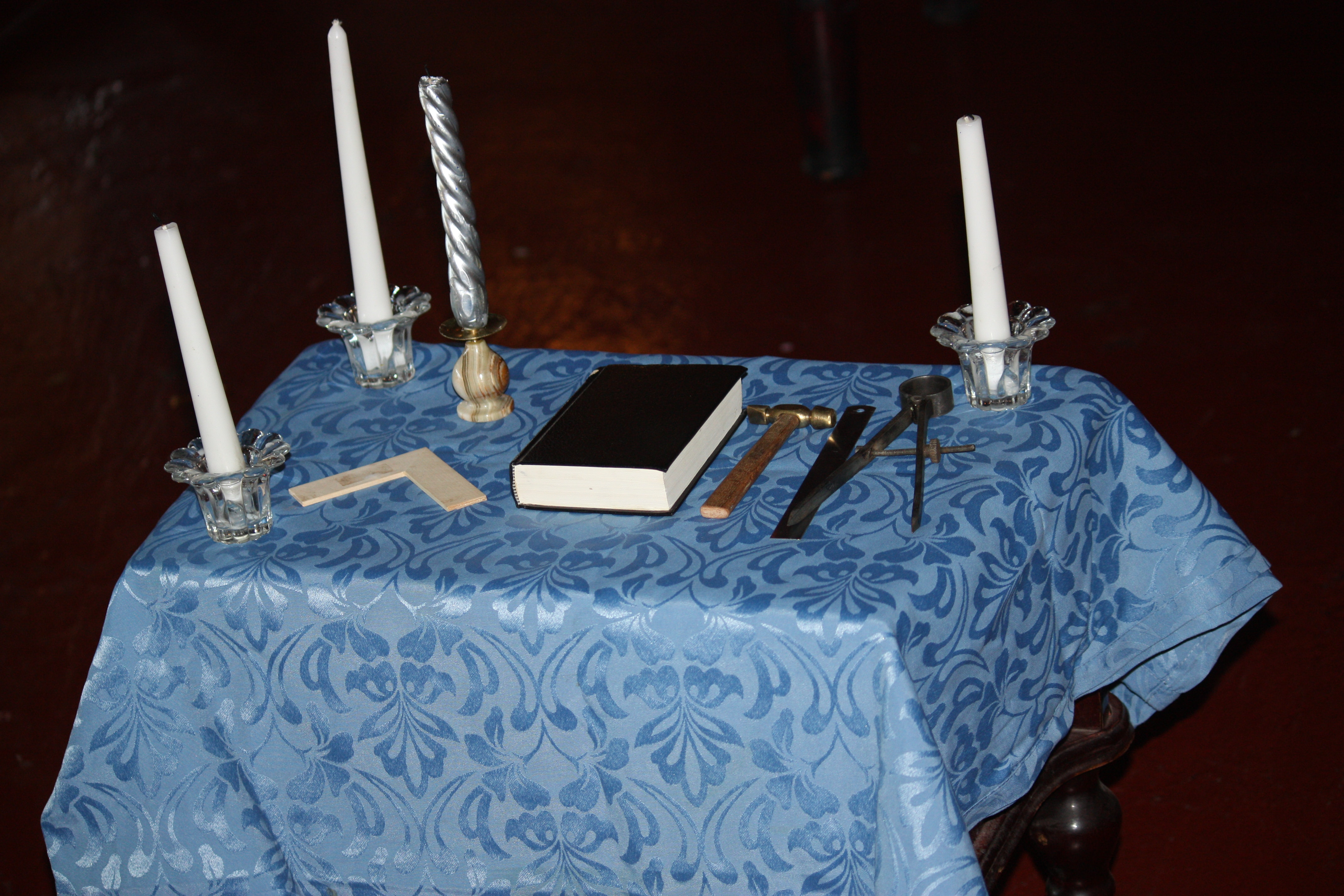
Це алтар Масонскої ложі, стіл магістра.

Масонство в Україні (укр. Вільне мулярство, Вільне каменярство) виникло десь у середині XVIII ст., коли на її теренах створювалися перші ложі того часу в межах Речі Посполитої.
Ідеї масонства спочатку були популярні лише в аристократичному середовищі Речі Посполитої. Польське масонство складалося з семи ступенів. Брати трьох перших ступенів (учні, підмайстри та майстри) утворювали символічні ложі «Святого Іоанна». Брати четвертого ступеня називались «обраними лицарями», а п'ятого — «шотландськими кавалерами». Їх ложі називалися «капітулом шотландським». Брати 6-го ступеня називалися «Лицарями Сходу», а 7-го — «Лицарями злато-рожевого хреста». Вони об'єднувалися в «капітулярну Вищу Шотландську Ложу».

## Розвиток масонського руху на території України

### Масонство у 18-19 століттях
В Україні перші масони з'являються вже в оточенні гетьмана Івана Мазепи. Хоча предтечами масонства дослідники називають соратника Богдана Хмельницького Юрія Немирича (кальвініста за віросповіданням, який навчався в Оксфорді й пов'язаний із багатьма представниками вченого світу) й останнього гетьмана, який перебував під сильним впливом Івана Виговського. За бажання можна знайти деякі ранньомасонські нотки у Гадяцькому трактаті, підготовленому Немиричем і Виговським 1658 року. Проте теорія про існування масонства в Україні такої ранньої доби виглядає не досить переконливо. Імовірнішою є версія, згідно з якою перші українські масони з'являються у середовищі післямазепинської еміграції (батько й син Орлики, Андрій Войнаровський та інші). Саме цієї пори — на початку 18 століття — масонство проникає й у Московську державу. Проникає воно, радше за все, через Голландію й Німеччину, а головним носієм його у Москві, а пізніше — у Санкт-Петербурзі стає шотландець і найближчий сподвижник Петра І Якоб Брюс, якого неосвічені московські сучасники вважали «чорнокнижником». Можливо, саме завдяки масонам Петро замислився над програмою державних перетворень. Але це лише гіпотеза.
Масонство поширювалося в Україні трьома шляхами: через Польщу, Росію й безпосередньо із західноєвропейських країн, причому Галичина й Правобережна Україна стали в цьому відношенні переважно польською «зоною впливу», а Лівобережжя та Слобожанщина — російською.
Перші масонські ложі на землях Західної України (в складі Речі Посполитої та Австрійської імперії) виникли в 40-х рр. 18 ст. в аристократичному середовищі Речі Посполитої. Перша зафіксована ложа шотландського обряду «Трьох братів» у містечку Вишневець на Волині (нині смт Вишнівець Збаразького району Тернопільської області) згадана вже у 1742 р. Її заснували польський генерал французького походження барон Петро де Лефорт (Pierre de Lefort) і Ян Мнішек (Jan Mniszek) Великий коронний ловчий і Великий підкоморний Литовський. У цю ложу серед інших входив князь Михайло-Казимир Огінський (Michal Kazimierz Oginski) нащадок українських князів Вишневецьких, один з кандидатів на польський трон, генерал, гетьман Великого князівства Литовського і намісник Литви, депутат Сейму, композитор, віртуозний скрипаль, художник, поет.
15 років по тому у Львові ненадовго запрацювала ложа «Трьох Богинь» (проіснувала до 1744 р.), а в 1767 р. — «Трьох Білих Орлів». Отже, масонський рух розпочався в Україні лише в середині 18 ст. — пізніше ніж у Західній Європі.
Перша ложа, на землях України у складі Російської імперії була заснована в Києві в 1784 році. Називалася вона «Бессмертність» і, хоча в її створенні важливу роль відіграли російські офіцери, вона не мала зв'язків з російським масонством і була підпорядкована Великому Сходу Польському. Можливо, братом цієї ложі був Григорій Сковорода. Згодом у Києві з'явилася ложа «Трьох Колон» (1788). До польського масонського центру належав ряд інших лож України, а саме: кременчуцька військова ложа «Мінерва» (виникла на території Польщі, потім перебралася в Не- мирів, а вже звідти — в Кременчук), житомирські «майстерні» «Розвіяний Морок» та «Схід Житомирський», які заснував місцевий лікар Францішек Гінч, дубнівська ложа «Звершена Таємниця»5 та ін. Ложі «Безсмертя» і «Три колони» було відтворено у складі ВЛУ.
«Масонським містом на пагорбі» створювали брати місто Одесу. У 1794 р. віце-адмірал російського військового флоту, масон Жозеп де Рібас-і-Бойонс (Josep de Ribas i Boyons,1751-1800) став одним з головних ініціаторів заснування міста Одеса. Місто, перші 50 років свого існування, створювали під керівництвом масонів за певним сакральним планом в якому відбилася масонська символіка. Цьому місту судилося стати духовним центром на Південному Сході Европи. У 1803-14 рр. Одесою керував герцог де Рішельє (Armand Emmanuel Sophie Septemanie de Vignerot du Plessis, duc d'Aiguillon, duc de Fronsac, duc de Richelieu, 1766—1822), в Одесі його називають «Дюк» і вважають «батьком-засновником» (з 1805 р. Херсонський військовий губернатор, начальник Катеринославської і Таврійської губерній). У своїх мемуарах він напише, що Одеса зробила «… такі успіхи в найкоротший термін, як жодна держава світу». Де Рішельє створив місто європейського зразка, одеський порт — світового рівня. В Одесі він культивував масове насадження «масонського» дерева — акації. За часів де Рішельє в Одесі діяла масонська ложа з невідомою назвою (можливо «Нептун» або «Понт Евксинський»). Не випадково Лев Толстой у романі «Війна і мир» писав про те, що в 1807 р. П'єру Безухову саме одеські масони надали рекомендаційний лист для його вступу в Орден.
На Слобідській Україні існувала організація масонського типу «Паліцинська академія», до якої входили прибічники Григорія Сковороди, в тому числі кілька «вільних каменярів». Створене В.Лукашевичем «Малоруське таємне братство», яке прагнуло незалежності України, також було пов'язане з масонським рухом, який продовжував швидко поширюватися. У Харкові найвідомішою була ложа «Помираючий сфінкс», яка офіційно відкрилася в 1816 р. під керівництвом З. Карнєєва, але вже з 1803 р. можна говорити про існування «старої» ложі в Харкові. Харківські масони сприяли створенню Харківського університету (почав роботу з 1805 р.), Xарківського навчального округу (керував освітою в Слобідсько-Українській, Чернігівській, Полтавській, Херсонській, Таврійській, Катеринославській губерніях). Покровителем Харківського навчального округу та університету став масон граф Северин Потоцький (Seweryn Potocki, 1762—1829). У формуванні викладацького складу Харківського університету взяв участь геніальний письменник, поет і філософ, масон вищих ступенів Йоганн Вольфганґ Ґьоте, за його рекомендацією до Харкова запросили професорів з Вюрцбурґа, Віттемберґа, Лейпциґа, Ґеттінґена, Франкфурта.
Наприкінці 18 — на початку 19 ст. «майстерні» вже функціонували в ряді українських міст: Києві, Одесі, Житомирі, Харкові, Кременчуці, Полтаві, Немирові, Дубно, Львові, Самборі тощо. Так, у Полтаві в 1818 р. запрацювала ложа «Любов до Істини». У подільському селі Буцьківці тоді ж існувала ложа «Мінерва», в Кам'янці — ложі «Озиріс до Пломеніючої Зорі» та «Пломеніюча Зоря», підпорядковані петербурзькій «Астреї». На Волині наприкінці 18 ст. запрацювала ложа «Доброчинність і Досконала Єдність», у Вінниці — «Трьох Братів», у Кременчуці — «Марс» і «Добрий Пастир». У Києві в 1818 р. виникла ложа «З'єднані Слов'яни», в Одесі на той час працювали «майстерні» «Понт Евксинський» (до неї належали переважно іноземці), «Три Царства Природи» та «Друзі Природи». Одеську ложу «Понт Евксинський» було відтворено у складі ВЛУ.

### Заборона Масонства в Австрійській та Російській імперіях
Стосунки між масонами та владою (рішуче протиставляти їх один одному не варто, адже чимало високопосадовців належало до масонських лож) складалися протягом другої половини 18 — першої чверті 19 ст. неоднозначно. Катерина II, скажімо, сприйняла масонство за щось серйозніше, ніж політично безпечні ліберальні починання. Відраза до «королівського мистецтва» в неї виробилася під впливом Французької революції 1789—1794 рр. та діяльності гуртка Миколи Новікова. Імператрицю непокоїло також те, що масони посилили свій вплив на царевича Павла, обурила передача шведськими масонами російським «братам» значної суми грошей. На думку вітчизняного історика початку XX ст. М. Довнар-Запольського, цариця спершу ототожнювала діяльність М. Новікова з масонським рухом, але згодом дійшла висновку, що це два різні явища, адже "чисте масонство, без того забарвлення, яке надавав йому Новіков, було… нешкідливим у політичному та релігійному відношеннях.
Розгром урядом Катерини II гуртка М. Новікова став першою серйозною пересторогою для «вільних каменярів», змусив їх частково законспірувати свою діяльність. У 1797 р. імператор Павло І, сполошений участю масонів у двірцевих змовах, категорично заборонив діяльність лож, яка на той час була ще напівлегальною. Олександр І хоч і підтвердив у 1801 р. чинність указу свого батька про заборону масонства, все ж на початку свого царювання перебував під сильним впливом П. Зубова, П. Палена та інших масонів. У 1810 р. Олександр І дозволив існування масонських лож, проте з метою запобігти поширенню в державі «шкідливих ідей», що їх піддала осуду ще Катерина II, він попередньо зажадав від міністра поліції, щоб той поінформував його про склад і характер діяльності «майстерень». Лише після перевірки масонських документів — її здійснив міністр народної освіти, адепт «королівського мистецтва» граф Кирило Розумовський — було легалізовано існуючі ложі та дозволено відкривати нові.
На початку XIX ст. в Росії існували два впливові масонські центри: Велика ложа «Астрея», що об'єднувала в 1815 р. близько 40 «майстерень» і перебувала під наглядом поліції, та капітул «Фенікс», що керував ложами шотландського обряду в Москві та Петербурзі. Крім цих центрів, існував також капітул «Духовного Рицаря». Наявність відразу кількох масонських організацій загострила боротьбу за масонську владу. Цим скористався член кишинівської ложі «Овідій» (до неї належав О. Пушкін) генерал-лейтенант Є. Кушелев, який прагнув очолити столичну Велику ложу «Астрея». Оскільки честолюбним намірам Є. Кушелева не судилося здійснитися, він, роздратований невдачею, звернувся до уряду з пропозицією або домогтися від лож неухильно дотримуватися старих моральних і організаційних норм, або позакривати їх. Верхи угледіли в пропозиції Є. Кушелева чудовий привід для ліквідації масонських лож, котрі непокоїли їх своїми впливами на дворянську інтелігенцію, опозиційні настрої якої по відношенню до самодержавно-кріпосницької системи наростали. Відповідний царський указ вийшов 1 серпня 1822 р. Його поява змусила «вільних каменярів» остаточно перейти на нелегальне становище.
У 1826 р. Микола І підтвердив чинність «височайшого» указу 1822 р. про заборону всіх таємних організацій і гуртків, передусім масонських лож. На початку 1830-х років цар отримав антимасонські доноси від князя О. Голіцина та російського дипломата у Парижі й Відні М. Магніцького. Перший скаржився, що усі відповідальні посади в державі позаймали ілюмінати, а другий жахав примарою світової «жидомасонської» змови. М. Магніцький, отож, був родоначальником пресловутої концепції «жидомасонства», яку історики донедавна вважали імпортованою у XIX ст. із Франції.
У 1849 р. від чиновників, священиків, викладачів та інших взяли підписку, що вони не належать і не належатимуть до таємних організацій, «під якою б назвою ті не існували»29. Але незважаючи на урядові перестороги, заборони та прямі репресії, масонські ложі не припинили своєї діяльності, тільки робили це ще більш конспіративно.
Схожа ситуація склалась у Австрійській імперії, підпорядкування Лож масонським структурам Франції, а також, орієнтація, Лож на території Галичини, на відродження незалежності Польщі, непокоїли уряд Імперії. У 1783 р. вийшов указ імператора Австрії про заборону всім ложам Австрійської імперії підкорятися керівним масонським структурам інших країн, після чого ложа «Трьох Корон Галичини» перервала ставлення з Великим Сходом Франції, а ложі «Щира приязнь» і «Досконала Рівність» завуальовують свої відносини з Варшавою. У 1786 р. влада призупинила легальну діяльність львівських лож, надалі тільки ложа «Щиросердої людини» діяла відносно вільно в Галичині. А вже у 1795 р. австрійський імператор Франц І заборонив масонство на всій території Австрійської імперії. Тільки через 17 років в Галичині «вийшли у світ» таємні масонські ложі.
Великий Схід Польський відродився й розпочав наново свою роботу 1814 р. і, як зазначив історик польського громадського руху Н. І. Коробка, одразу ж таки «увійшов у тісні стосунки з ложами, що були на Литві та Русі», себто на Україні.

### Масонство у 19-20 століттях
Під час польського повстання в 1830-31 рр. на Правобережній Україні переборювали спроби відродження польського «Великого Сходу». У 1833 р. в Рівному зафіксована таємна масонська ложа «Увінчана добропорядність». В Одесі таємна масонська ложа діяла до початку 30-х рр. 19 ст. Серед таємних одеських масонів «рахувався» граф Кирило Олексійович Разумовський — онук гетьмана України, багаті грецькі купці. У 1845—1875 рр. в Одесі існувала законспірована масонська «Приморська ложа». У 60-70-і рр. 19 ст. в Одесі діяли таємні ложі «Зірка справедливості» і «Анатолійська ложа», ложа «Відродження Прозелітського Сходу» була в Ізмаїлі.
Новий етап у розвитку масонства в Україні починається в перші роки 20 ст. В Україні тоді затверджуються системи традиційних лож старошотландського обряду, в 1900 р. на масонську конгресі створили «ВЛ України» (за іншими даними "Велика Ложа України виникла в 1902 р. в Женеві); ложі масонсько-мартіністського Ордену, ложі загальноросійського «політичного» масонства, залежні від французького «Великого Сходу» ложі на Західній Україні, підлеглі австро-угорській масонській системі, «Орден зірки на Сході» — ложі цього езотеричного Ордену були зафіксовані в Києві і Ялті.
До «Великої Ложі України» зараховували масонські ложі «Розсіяного мороку», що відродилася в Житомирі, «Озіріса» — в Кам'янець-Подільському, «Шевченко» — у Харкові, «Безсмертя» — в Києві, «Любові і Вірності» — в Полтаві, «Братства» — у Чернігові, «Понту Евксинского» — в Одесі.
Умови для відродження масонства з'явилися після царського маніфесту 17 жовтня 1905 р., який проголосив громадянські свободи та загальну амністію. У Росію повернулося чимало емігрантів, серед них були й масони, які гуртувалися довкола паризької Російської вищої школи соціальних наук.
Реформована в 1909 р. масонська організація стала ще більш таємною, конспіративною. Невдовзі на її основі в Роси виникло суто політичне «вільномулярство» — «масонство Керенського», «думське масонство». Це масонство було надпартійним. Один з провідників російських «братів» М. Некрасов запевняв у 1939 р., що у масонську організацію «входили представники різних політичних партій, але вони зобов'язувалися ставити директиви масонства вище партійних». У 1912 р. в Москві відбувся перший Конвент масонських лож, на якому головував Микола Некрасов. На цьому масонському зібранні обрали керівний склад організації — Верховну Раду та проголосили створення російського Великого Сходу. Внаслідок гострих дебатів учасники Конвенту назвали новоутворену масонську організацію «Великим Сходом народів Росії», яку вважають парамасонською, тобто не суто масонською, а такою, що існувала окремо й паралельно з масонським Орденом. Наступного року вийшов з друку її статут — скорочений і дещо модифікований варіант статуту Великого Сходу Франції.
Масонських братів в Україні (українських губерніях Російської імперії) до революції 1917 р. було близько 400 осіб. В Україні перед революцією масонські ложі були впливові, як ніде більше в Російській імперії. Тільки в Києві лож різних напрямків було 15 і ще близько 30 лож по всій Україні. Серед масонів початку 20 ст. була еліта міської інтелігенції і буржуазії (промисловці, банкіри, адвокати, журналісти, професори, громадсько-політичні діячі, земці). Всі вони були прихильниками «політичного» масонства — глобальних соціально-політичних змін. У 1913—1916 рр. куратором українського вільного мулярства від імені центрального масонського Конвенту «Великого Сходу народів Россі» був адвокат і майбутній лідер революції Александр Керенський. У 1914 р. в Києві створена Обласна Рада масонських організацій «Великого Сходу народів Росії» (автономна масонська Провінція для українських лож). У Києві утвердилася масонська ложа вищих ступенів «Київська зоря — Правда» («Зоря — Світло правди»). У ложу входили: Михайло Грушевський, Сергій Єфремов, Андрій Ніковський та інші діячі, які в 1917 р. стануть творцями Української народної республіки. Професор-історик Михайло Грушевський був авторитетом в колах української інтелігенції і зберігав лідерство серед масонів українських губерній аж до 1918 р.

### Масонство в Українській Народній Республіці
У Львові в 1918—1919 рр. діє українська масонська ложа «Єдність».
У першому уряді Центральної Ради з 12 членів половина були масонами, в наступному кабінеті було 6 масонів з 11 членів уряду. У третьому кабінеті міністрів з 17 членів 9 міністрів належало до масонських лож. У жовтні 1917 р. український масон вищих ступенів Симон Петлюра став Генеральним секретарем (міністром) військових справ Української народної республіки. З січня 1918-го вплив масонів в Україні почав зменшуватись — в кабінеті есера Всеволода Голубовича не було жодного масона (цей кабінет підписав сепаратний мир УНР з австро-німецьким союзом). Весною 1918 р., коли Центральна Рада знову утвердилася в Києві, почалося відтворення незалежної від «Великого Сходу народів Росії» національної масонської системи. Незабаром, влада в Україні переходить до масона, генерала Павла Скоропадського, який оголосив себе Гетьманом Української держави. 1 травня 1918 р. гетьман призначив тимчасово виконуючого голови Ради міністрів Миколу Василенка (Достойного майстра київської ложі «Астрея»). Незабаром гетьман призначив нового прем'єра і кабінет, в якому з 14 міністрів масонами була половина. У наступному кабінеті 1/3.
Глава масонської Капітули «Об'єднані слов'яни — Нарцис» Сергій Моркотун восени 1918 р. готував відкриття, на базі цієї Капітули, «Великої Ложі України — Об'єднаних слов'ян» оголосивши себе Великим майстром Великої ложі. Симон Петлюра очолив ту частину масонів, що різко виступала проти Скоропадського. З переходом влади в Україні до Директорії УНР (з 12.13.1918) і поваленням гетьмана Павла Скоропадського, українські масони – прихильники «лінії Петлюри» очолили міністерства: прем'єр Володимир Чехівський, командувач військами і член Директорії Симон Петлюра, міністр освіти – Петро Холодний, міністр юстиції – Сергій Шелухін. У другій половині лютого 1919 р. Симон Петлюра став главою Директорії – диктатором УНР. У 1919—1920 рр. глава Директорії УНР Симон Петлюра формував кабінети міністрів УНР, в яких прем'єрами були масони В'ячеслав Прокопович, Андрій Лівицький, а масони Олександр Шульгин, Олександр Саліковський, Петро Холодний і Андрій Ніковський займали міністерські пости.
Навесні 1919 р. в Кам'янці-Подільському проголосили «Велику Ложу України» (на базі ложі «Святого Андрія Первозванного»), Великим Майстром Великої Ложі став Симон Петлюра. За деякими даними Велика ложа мала 7 місцевих лож, 83 масонських гуртки і близько 800 братів
. «Велика Ложа України» звернулася до французьких масонів з проханням сприяти міжнародному визнанню української державності і «Великої Ложі України» («ВЛУ»), наділеної «вищою масонською владою і незалежною силою на території Української Республіки». Річ у тім, що уряд УНР перебував тоді у міжнародній ізоляції, й треба було знайти вихід з політичної скрути. Польща погоджувалася визнати його, але ціною значних територіальних поступок. Симон Петлюра скаржився міністру внутрішніх справ уряду УНР Ісааку Мазепі напередодні укладення Варшавського договору, що Польща «має визнати нас, але, очевидно, за дорогу ціну: п'ять повітів Волині хоче собі взяти… Про це офіційно сьогодні не говорять, але завтра позавтрому можуть рішуче заявити». Історики вважають, що саме це й спонукало Симона Петлюру звернутися до французької масонерії, яка, на відміну від уряду Франції, підтримувала національно-визвольний рух в Україні. Окрім того, він звернувся по допомогу за визнанням «ВЛУ» до Великого майстра Великої Ложі Швейцарії «Альпіна» та канцлера Міжнародної масонської асоціації. Велика Ложа Швейцарії «Альпіна» визнала «ВЛУ» і виступила, поручившись за неї у Міжнародній масонській асоціації, також «ВЛУ» визнала і «Великий Схід Валахії» (Румунія). Однак непримиренна позиція Сергія Моркотуна, лідера «Великої Ложі України — Об'єднаних слов'ян», гальмували процес визнання «ВЛУ». Він опублікував 1 листопада 1919 р. на сторінках паризького емігрантського часопису «La Cause commune» відкритого листа та розіслав у впливові масонські організації свою заяву, в якій винуватив С. Петлюру в узурпації посади великого майстра. Сергій Моркотун запевняв, що Симону Васильовичу масонство потрібне лише для забезпечення підтримки його політики з боку урядів Західної Європи. Він проголосив цього «ката України й ворога Вітчизни» виключеним з масонської організації («пан вже не є нашим братом») (цю з усіх поглядів непривабливу історію не без зловтіхи переказав у своїй публіцистичній праці Володимир Винниченко). Більше того, Сергій Моркотун направив у жовтні 1919 — травні 1920 р. в Раду масонського Ордену та ложу «Братство Народів» записки, в яких мовилося про впливи в Україні Німеччини та Ватикану — давніх ворогів французької масонерії.
«Червоний терор» 1918—1921 рр. і розгром антибільшовицьких сил призвів до знищення всіх політичних опонентів більшовиків, в числі яких було чимало масонів. З листопада 1920 р. вже не можливо говорити про якийсь організований масонський рух в совєтській Україні, про роботу масонських лож, Капітул і Орденів. Сергій Єфремов твердив, що з відходом денікінців «вийшла з Києва і мало не вся російська частина братства», яке внаслідок цього, «видимо, кінчило своє існування». Сергій Єфремов твердив, що з відходом денікінців «вийшла з Києва і мало не вся російська частина братства», яке внаслідок цього, «видимо, кінчило своє існування». Про існування наприкінці 20-х років у Києві кількох «майстерень» згадував Дмитро Белінг92, однак це зізнання він міг дати і під диктовку слідчого НКВС. У будь-якому разі, ядро масонської організації полишило в 1919 р. Україну, тому подальша історія вітчизняного «королівського мистецтва» аж до кінця 20 ст. вже була пов'язана з українською еміграцією.

### Українське Масонство в еміграції
З 1920 р. у Франції, Польщі, Швейцарії, в містах, де проживали українці — емігранти почали створювати масонські ложі. У Парижі масони-українці збиралися навколо двох своїх лідерів — Сергія Моркотуна і Миколи Шумицького, у Польщі — навколо Симона Петлюри («Українська ложа»), який вивіз в Польщу, а потім і в Францію архів і реліквії «Великої Ложі України». У 1923 р. Конвент Міжнародної масонської асоціації відхилив прохання «ВЛУ» про прийом її в асоціацію, проте, після приїзду в Париж Симона Петлюри заснували «Верховну Раду Великої Ложі України», яка об'єднала українських масонів-емігрантів з Франції, Швейцарії, Румунії, Австрії, Польщі. Вбивство Симона Петлюри в травні 1926 р. завдало серйозного удару по українському вільномулярству. До 1932 р. в Женеві була розташована штаб-квартира «Великої Ложі України» (у середині 1930-х рр. «ВЛУ» в еміграції — саморозпустилася).
У 20—40-х роках 20 ст. масони нажили собі грізного ворога в тодішніх тоталітарних режимах ряду європейських країн. Диктатори не мирилися з існуванням таємної організації, яка у будь-який час могла перетворитися на революційну. В Італії фашисти заборонили членам партії перебувати в масонських ложах, розгромили самі ложі, переслідували «вільних каменярів». У нацистській Німеччині масонів пов'язували з комуністами і в 1934 р. заборонили їхню організацію. В Іспанії гоніння на масонів організував наприкінці 30-х років генерал Франциско Франко. Він ув'язнив кілька тисяч адептів Ордену, котрі, як йому здалося, займалися підривною діяльністю. Не милував масонів й Салазар у Португалії. Зазнало масонство репресій і на окупованих гітлерівською Німеччиною територіях. Зокрема, у серпні 1940 р. таємні організації заборонив у Франції маршал Філіп Петен. Непримиренну позицію щодо масонства зайняли й комуністи, один з лідерів яких, Лев Троцький, писав, що вільномулярство таке ж реакційне, як і церква та релігії!. Саме ж Масонство відіграло важливу роль у боротьбі проти загрози фашизму й нацизму, а в роки Другої світової війни брало активну участь в русі Опору.
У 20-60-х рр. 20 ст. у Франції існували об'єднані російсько-польсько-українські ложі «Астрея» і «Гамаюн», в яких працювали масони-емігранти «першої хвилі». З активних членів цих лож сформувалося коло українських масонів: Сергій Миколайович Татарула (перший Достойний майстер ложі «Голос України» («ГУ»)), Ярослав Адольфович Мусянович (Достойний майстер «ГУ» в 1970—1972 рр.), Любомир-Євген Гузар, брати Аристид Йосипович Вирста і Темістокль Йосипович Вирста, Богдан Панасович Феденко (Достойний майстер «ГУ» в 1967—1969 рр.) та інші. 17 січня 1966 р. вони заснували ложу «Голос України» № 117 Провінції «Нейстрія» (роботу ложа вела за шотландським обрядом, українською мовою). Ложа «Голос України» в Парижі існує й донині, і входить в паризьку Провінцію «Лютеція» Великої Національної Ложі Франції (ВНЛФ — GLNF).

### Масонство в Україні, після поновлення незалежності
Опікуються масонським рухом Європи переважно Велика ложа Франції, Велика Національна ложа Франції та Великий Схід Франції. Саме вони почали відродження Масонства на теренах колишнього СРСР. 1989 р. у Києві та Одесі, як роком раніше й у Росії, запрацювали ложі французького відділення єврейського парамасонського Ордену «Бнай-Бріт». 1992 р. у Харкові з'явилася майстерня «Геометрія», яка була заснована Великим Сходом Франції.
Паризька ложа «Голос України» зіграла, в процесі відновлення Масонства, головну роль, ставши сполучною ланкою в масонському русі, передаючи традиції масонів новому поколінню в Україні. У 1993 р. ВНЛФ в Парижі відкрили ложу «Три колони № 785» для формування масонства в Україні, кілька львів'ян та киян стали першими членами цієї ложі в середині 1990-х рр. З 1996 р. ложа «Три колони» почала працювати в Києві, на чолі з українським Гідним майстром і місцевими масонами з Києва, Львова, Одеси, Харкова. У 1994 р. харківська ложа «Геометрія» перейшла під юрисдикцію ВНЛФ під назвою «Фенікс України» (ВНЛФ, № 1016). Восени 1999 у Львові відкривають ложу «Каменяр» (№ 1142, ВНЛФ), а восени 2000 — в Одесі «Золоту Акацію» (ВНЛФ, № 1309). На базі чотирьох українських лож (Києва, Харкова, Одеси, Львова), що раніше були в Провінції «Лютеція» ВНЛФ створюють Дистрикт «Україна» ВНЛФ, який очолив український Великий Провінційний Майстер.
У 1995 р. Великою Ложею Австрії у Львові було освячено Ложу «Світло», яка працює у ритуалі «Шрьодера».
У 1998 р. «Регулярна Велика Ложа Італії», під керівництвом Великого Майстра Джуліяно ді Бернардо, (втратила свою регулярність) спробувала створити в Україні свої ложі відкривши 7 лютого 1998 року в Одесі ложу «Хірам» № 25. Упродовж кількох місяців італійці створили ще кілька лож: «Нова Атлантида» № 117 у Києві і «Космополітан» № 119 в Одесі. А вже 17 жовтня 1998 р. під протекторатом «Регулярної Великої Ложі Італії» була сформована «Велика Ложа України». Впродовж нетривалого періоду, після утворення Великої Ложі, було створено ряд нових лож «італійського підпорядкування» — «Світло Правди» (Одеса), «Золоті Ворота» (Київ), «Обрій» (Одеса) та ін. Однак, через свою нерегулярність і помилки в організації ця велика ложа почала розпадатися вже через кілька років після свого створення. У 2001 р. оголосив про складання з себе повноважень Великого Майстра цієї великої ложі Валерій Запорожан. Його наступником став київський бізнесмен, доктор економічних наук Ігор Задирака, який перевів головний офіс і керівництво ВЛУ з Одеси до Києва. Світове масонство відмовило цій структурі у визнанні та в середині 2000-х рр. вона припинила свою діяльність.
24 вересня 2005 р. в Парижі, у своєму Великому Храмі, «Велика Національна Ложа Франції» спільно з «Великою ложею Австрії» освятила «Велику Ложу України» створену за підтримки братів з Франції та Австрії. Вельми Високоповажний Брат Жан-Шарль Фельнер (Jean-Charles Foellner), Великий Майстер ВНЛФ (Grande Loge Nationale Française), провів освячення, у чому йому допомагали Вельми Високоповажний Брат Міхаель Краус (Michael Kraus, Großloge von Österreich), Великий Майстер Великої Ложі Австрії (Перший Великий Страж-Освятитель) і Вельми Високоповажний Брат Жан-Клод Тардіва (Jean-Claude Tardivat) (Другий Великий Страж-Освятитель). Новостворена Велика Ложа України об'єднала п'ять Лож: чотири Достойні Ложі, що були сформовані і потім освячені ВНЛФ між 1993 та 2000 роками, а саме «Три Колони» № 785 у Києві, «Фенікс України» № 1016 у Харкові, «Каменяр» № 1232 у Львові, та «Золота Акація» № 1309 у Одесі, котрі були об'єднані у Дистрикт Україна у травні 2001 року, а також п'яту Ложу «Світло», освячену Великою Ложею Австрії у Львові..
Діяльність, в Україні, ді Бернардо та Регулярної Великої Ложі Італії значно сповільнили створення, визнаної всесвітнім Масонством, Великої Ложі України. українське Масонство пройшло шлях в 12 років, від моменту створення першої Ложі до освячення Великої Ложі, для порівняння — перша російська Ложа була створена ВНЛФ у 1992 р., а Велика Ложа Росії вже 1995 р. Аналогічна ситуація склалась і з визнанням регулярності ВЛУ — лише 8 червня 2011 року Об'єднана Велика Ложа Англії (ОВЛА) визнала Велику Ложу України. До цього часу ВЛУ вже мала визнання понад 60 Вільномулярських Великих Лож світу. ОВЛА є найстаршою та однією з найавторитетніших Великих Вільномулярських Лож світу. До визнань інших Вільномулярських Великих Лож вона ставиться з певною прискіпливістю і надає визнання тільки після всебічного вивчення іноземної Великої Ложі, що звернулася за таким визнанням, на предмет дотримання нею Конституцій та Ландмарок Регулярного Вільного Мулярства.
Велика Ложа України долучилась до створення Великої Ложі Грузії та Об'єднаної Великої Ложі Казахстану.
Станом на липень 2022 р., Велика Ложа України кількасот Братів та складається з 14 Достойних лож в таких містах України, як Київ, Львів, Одеса, Івано-Франківськ, Дрогобич, Запоріжжя, Харків та Чернівці.
На державній реєстрації перебувають наступні організації масонського спрямування: Громадська Організація "Масонська Ложа "Паломники До Країни Сходу" (зареєстрована 7 квітня 2018 року в м. Нікополь Дніпропетровської області, код ЄДРПОУ 41970699), та Громадська Організація "Масонська Ложа "Три Колони" (зареєстрована 28 лютого 2018 року в Києві, код ЄДРПОУ41970699).

## Видатні українці та Масонство

### Григорій Сковорода
Не зважаючи на те, що ряд істориків та публіцистів, дослідників Масонства, стверджує про приналежність Григорія Сковороди до Вільномулярства. Зокрема В.Савченко у своїй праці «Україна масонська» приписує його до київської Ложі «Безсмертя». Григорій Сковорода Масоном був і ставлення його було прихильним.
Ось що, про ставлення Григорія Сковороди до Масонства, пише видатний український політичний діяч, публіцист та історик української літератури Сергій Єфремов, у своїй статті «Масонство на Україні»:
Знаменитий український філософ Сковорода, цей «гражданин всемирный», як він сам себе узивав, напевне дещо чував про масонство, мандруючи по Західній Європі. Сам він до масонства ставився коли не зовсім негативно, то досить байдуже. Принаймні учень Сковороди й перший його біограф Ковалинський таку переказує думку свого вчителя про цікаву нам тепер течію, що її Сковорода ставив нарівні з нелюбим йому сектярством: «я не знаю мартынистовъ, ни разума, ни ученія ихъ; ежели они особничествуютъ въ правилахъ и обрядахъ, чтобы казаться мудрыми, то я не хочу знать ихъ; ежели они мудрствуютъ въ простотЪ сердца, чтобъ быть полезными гражданами обществу, то я почитаю ихъ; но ради сего нъ для чего бы имъ особничествовать. Любовь къ ближнему, — додає своєї звичайної укоханої думки Сковорода, — не имЪетъ никакой секты: на ней весь законъ и пророки висятъ». Не вважаючи та такий досить суворий присуд, у самого Сковороди, безперечно, були риси, що споріднили його з масонством, і не дурно масони були чи не першими в Росії, хто звернув увагу на твори українського філософа: дещо з них уперше було надруковано на сторінках «Сионского вестника», органу містичної течії в масонстві3. Цей зв'язок науки Сковороди з масонством зазначено вже і в літературі. «Не був Сковорода масоном, — пише проф. M. Сумцов, — але великою він мірою виріс і виховався в тій атмосфері, що живила і російське масонство, і між ним та масонами єсть спільні точки в формі великого нахилу до старозавітних книг, містичного витолковування, байдужности до догматичної сторони християнства, щиро аскетичного життя та бажання через моральну науку й моральне життя особисте піднести моральний рівень громади, — а на цьому Сковорода не ріжнив з кращими російськими масонами, Новиковим, Лопухіним і найбільш з Гамалією». Ще цікавіші з цього погляду громадські переконання і практична робота Сковороди, що ставлять його поруч кращих заступників просвітнього масонства. І от коли ми зважимо, який величезний вплив мали погляди, наука й сама навіть особа Сковороди на сучасне українське громадянство, то певне не помилимось, сказавши, що його діяльністю протерта була до певної міри дорога й тим організаціям морального переважно характеру, що в формі масонських лож незабаром постануть і на українському ґрунті. І тим більше, що серед діячів масонства на Україні справді-таки побачимо і просто учнів Сковороди, і людей, що безперечно під його безпосереднім впливом виховались та на його думці свої громадсько-моральні погляди виробили.

### Іван Якович Франко
Не зважаючи на те, що програмний вірш Івана Франка «Каменярі» можна розглядати як масонський гімн, достеменних даних, що він належав до котроїсь Ложі, не було знайдено.

## Дивитися також
- Братство святих Кирила і Мефодія
- Мартинізм
- Масонство
- Виникнення масонства
- Велика Ложа/Великий Схід
- Велика Ложа України
- Масонська Ложа